# Зайцеве (Буринський район)
За́йцеве  — колишнє село в Україні, у Буринському районі Сумської області. Підпорядковувалось Черепівській сільській раді.
Знаходилося поблизу села Черепівка. Село постраждало внаслідок геноциду українського народу, проведеного урядом СССР в 1932–1933 роках, встановлено смерті 6 людей.
1972 року почало занепадати як «неперспективне». До 1987 року зняте з обліку «в зв'язку з переселенням жителів».